# Anatolí (ort i Grekland, Mellersta Makedonien)
Anatolí (Anatoli) är en ort i Grekland.   Den ligger i prefekturen Nomós Serrón och regionen Mellersta Makedonien, i den norra delen av landet, 400 km norr om huvudstaden Aten. Anatolí ligger 142 meter över havet och antalet invånare är 132.
Terrängen runt Anatolí är kuperad söderut, men norrut är den bergig.Runt Anatolí är det ganska glesbefolkat, med 26 invånare per kvadratkilometer. Närmaste större samhälle är Kastanoússa, 3,4 km nordväst om Anatolí. Omgivningarna runt Anatolí är en mosaik av jordbruksmark och naturlig växtlighet.